# Mathon, Graubünden
Mathon (tyska) eller Maton (rätoromanska) är en ort i kommunen Muntogna da Schons i kantonen Graubünden, Schweiz. Orten var före den 1 januari 2021 en egen kommun, men slogs då samman med kommunerna Casti-Wergenstein, Donat och Lohn till den nya kommunen Muntogna da Schons.
Det var en av de minsta kommunerna befolkningsmässigt i såväl kantonen som hela landet. Mathon är en av de högst belägna byarna på Schamserberg (Muntogna da Schons) (sydostsluttningen av berget Piz Beverin) på västra sidan av floden Hinterrhein i dalen Schams (Schons). Höjdskillnaden mellan byn och dalbottnen är närmare 600 meter.

## Språk
Det traditionella språket är sutsilvansk rätoromanska. Tills skillnad från kommunerna nere i dalbottnen, som nästan helt har förtyskats under 1900-talet, har det gamla språket hållit sig kvar i byarna på bergssluttningen. Det har varit modersmål för nästan hela befolkningen ända fram till slutet av 1900-talet då tyska språket fick ett stort inpass, så att det nu är endast drygt halva befolkningen som har rätoromanska som modersmål, även om de flesta kan tala och förstå det. Den mycket lilla befolkningen gör dock att statistiken här kan förändras med stora språng, även vid små nominella förändringar.

## Religion
Kyrkan är sedan mitten av 1500-talet reformert.

## Utbildning
Låg- och mellanstadieeleverna går i den för hela Schamserberg gemensamma skolan i Donat, där undervisningen bedrivs på rätoromanska, med tyska som skolämne. Högstadieeleverna går i skola i Zillis i dalbottnen, där skolspråket är tyska.

## Arbetsliv
Flertalet av de lokala arbetstillfällena hör till primärsektorn, och endast några få pendlar ut till andra kommuner.